# ケン・ブキャナン
ケン・ブキャナン（Ken Buchanan、1945年6月28日 - 2023年4月1日）は、イギリス・スコットランドの男性プロボクサー。エディンバラ出身。身長171cm。元WBA・WBC世界ライト級統一王者。

## 来歴
1965年9月20日、プロデビュー。
1967年1月23日、17戦目でスコットランドライト級王座を獲得した。
1968年2月19日、24戦目でイギリスライト級王座を獲得した。
1970年1月29日、EBUヨーロッパライト級王座決定戦でミゲール・ベラスケスと対戦し、15回判定負けで王座獲得ならず。34戦目での初黒星となった。
1970年9月26日、38戦目でWBA世界ライト級王者イスマエル・ラグナに挑戦し、15回判定勝ちで世界王座を獲得した。
1971年2月12日、ルーベン・ナバロと対戦し、15回判定勝ちでWBA王座の初防衛に成功した。同時に空位のWBC王座も獲得し、統一世界王者となった。
1971年6月25日、前王者でWBA世界1位イスマエル・ラグナとの再戦を優先した為、WBC世界1位ペドロ・カラスコとの防衛戦を拒否したとWBCにみなされて、WBC王座は防衛戦を行わないまま剥奪された。
1971年9月13日、防衛戦でイスマエル・ラグナと再戦し、15回判定勝ちで2度目の防衛に成功した。
1972年6月26日、3度目の防衛戦でロベルト・デュランと対戦し、13回TKO負けでWBA王座から陥落した。
1973年1月29日、イギリスライト級王者ジム・ワットに挑戦し、イギリス王座を再獲得した。
1974年5月1日、EBUヨーロッパライト級王座を獲得した。
1975年2月27日、WBC世界ライト級王者ガッツ石松に挑戦し、15回判定負けで世界王座返り咲きならず。
1975年7月25日、EBUヨーロッパライト級王座の2度目の防衛に成功。この試合を最後に引退した。
4年後の1979年に復帰し、EBUヨーロッパライト級王座にも挑戦したが返り咲きに失敗し、1982年1月25日の試合を最後に再び引退した。
晩年は認知症にかかり、介護施設に入所していた。
2023年4月1日に死亡した。77歳没。

## 獲得タイトル
- WBA世界ライト級王座（防衛2度）
- WBC世界ライト級王座（防衛0度）